# Associação Desportiva Confiança
A Associação Desportiva Confiança (mais conhecido como Confiança, e pelo apelido de "Dragão") é um clube de futebol brasileiro da cidade de Aracaju, capital do Estado de Sergipe. Fundado em 1º de maio de 1936, ainda como um clube poliesportivo de basquete e voleibol, pelos operários da fábrica Confiança, seu reconhecimento e suas principais conquistas foram alcançadas quase 15 anos depois, com a criação de um time de futebol, tornando-se uma das principais referências do Estado de Sergipe na modalidade. 
No âmbito estadual, o Confiança possui 24 títulos sergipanos., sendo o maior ganhador do século XXI com 10 conquistas. Também conquistou um acesso à Série B do Campeonato Brasileiro, isso em 2019.

## História
Na Fábrica Confiança, localizada no Bairro Industrial, em Aracaju, os atletas Epaminondas Vital e Isnard Cantalice idealizaram um clube de voleibol e basquete ao fim de um torneio. O dono da fábrica, Joaquim Sabino Ribeiro Chaves, apoiou o projeto, e, em 1 de maio de 1936, foi fundada a Associação Desportiva Confiança, formada pelos operários da fábrica. No mesmo ano foram disputadas as olimpíadas proletárias, com a participação dos funcionários. Nascia ali, uma das mais fortes e potentes agremiações do esporte sergipano.
Em 1949, o clube cria seu departamento de futebol, já disputando o Campeonato Sergipano de Futebol no ano seguinte. Porém, devido à antiga Lei do Estágio, acabou perdendo os pontos conquistados e teve que sair do campeonato para realizar apenas amistosos. Em 1951, já com todos os jogadores regularizados, foi campeão estadual pela primeira vez com certa facilidade, goleando o Passagem de Neópolis por 7 a 1 na final.
Em 1955, o Confiança construiu o seu estádio de futebol, o Estádio Proletário Sabino Ribeiro. No primeiro clássico, o Confiança arrasou o Sergipe ao vencer por 6 a 1. E na decisão do campeonato, depois de vencer o Sergipe por 3 a 1 no antigo estádio Adolpho Rollemberg, a FSD (atual Federação Sergipana de Futebol), marcou a 2ª partida da final novamente no Adolpho. Não concordando com a decisão, o Confiança desfiliou-se da FSD e fechou as portas. Após meses, surgiram as disputas regionais entre as fábricas aracajuanas. O empresário Carlos Cruz, da Sergipe Industrial, disse que participaria da competição se fosse para jogar futebol contra o Confiança. Logo, a equipe preparou um time e a partir daí, tornou-se competitiva.

## Títulos
| Estaduais          | Estaduais                         | Estaduais | Estaduais |
|                    | Competição                        | Títulos   | Temporadas |
| ------------------ | --------------------------------- | --------- | --- |
|                    | Campeonato Sergipano              | 24        | 1951, 1954, 1962, 1963, 1965, 1968, 1976, 1977, 1983, 1986, 1988, 1990, 2000*, 2001, 2002, 2004, 2008, 2009, 2014, 2015, 2017, 2020, 2024 e 2025 |
|                    | Copa Governo do Estado de Sergipe | 4         | 2003, 2005, 2008 e 2012 |
| Turnos do Estadual |                                   |           | |
|                    | Competição                        | Títulos   | Temporadas |
|                    | Taça Cidade de Aracaju            | 2         | 2003 e 2004 |
|                    | Taça Estado de Sergipe            | 2         | 2001 e 2012 |

NOTA:O Campeonato Sergipano de 2000 está sub-júdice e não houve a homologação oficial do título.

### Outras Conquistas
- Taça São Francisco: 1965.
- Campeonato Sergipano de Futebol Juniores (Sub-19) : 8 (2003, 2009, 2010, 2011, 2012, 2013, 2018 e 2019)
- Campeonato Sergipano de Futebol Sub-17: 4 (1998, 2008 e 2009 e 2019)
- Campeonato Sergipano de Futebol Sub-16: 2 (2010 e 2016).

### Futsal
1 Campeonato do Nordeste (2001)
4 Estaduais * (1991, 1992, 2001 e 2008)

### Futebol de Areia
1 Campeonato Sergipano de Beach Soccer (2017)

### Handebol
3 Estaduais (2011, 2018, 2019)
1 Estadual Juvenil Feminino de Handebol de Areia (2012)
1 Estadual Juvenil Adulto de Handebol de Areia (2012)
1 Estadual Masculino Adulto de Handebol de Areia  (2012)

## Artilheiros
| Artilharia         | Artilharia           | Artilharia | Artilharia |
| Atleta             | Competição           | Ano        | Gols       |
| ------------------ | -------------------- | ---------- | ---------- |
| Nunes              | Campeonato Sergipano | 1974       | 17         |
| Mica               | Campeonato Sergipano | 1976       | 19         |
| Luís Carlos        | Campeonato Sergipano | 1983       | 22         |
| Zé Raimundo        | Campeonato Sergipano | 1984       | 19         |
| Audair             | Campeonato Sergipano | 1990       | 15         |
| Aílton             | Campeonato Sergipano | 2001       | 11         |
| Cristiano Alagoano | Campeonato Sergipano | 2010       | 9          |
| Cristiano Alagoano | Copa do Nordeste     | 2010       | 10         |
| Leandro Kivel      | Campeonato Sergipano | 2014       | 15         |
| Tito               | Campeonato Sergipano | 2017       | 14         |
| Álvaro Vinícius    | Campeonato Sergipano | 2018       | 6          |

## Ídolos
- Audair, atacante (1985-1995).[9]
- Batista, meio-campista.
- Cacau, zagueiro.
- Cristiano Alagoano, atacante.
- Dinho, meio-campista.
- Edil Highlander, atacante (2002).[10]
- Éverson, goleiro (2014-15).
- Fábio, goleiro (2001-2014)[11].
- Fiscina, zagueiro.
- Geraldo, meio-campista.
- Iêdo, atacante (1992-1994).
- Joãozinho, atacante.
- Leandro Kivel, atacante (2014-2016).
- Lima Sergipano, meio-campista.
- Luiz Carlos Bossa Nova, meio campista.
- Merica, atacante.
- Nininho, atacante.
- Nunes, atacante.
- Paulo Lumumba, atacante.
- Richardson, meio-campista.
- Rocha, meio campista.
- Ruiter, atacante.
- Tito, atacante (2017-18).
- Valdson, zagueiro.
- Zé Luís, goleiro.

## Temporadas

### Participações
|  | Participações em 2025 |

| Competição | Competição            | Temporadas | Melhor campanha            | Estreia | Última | P | R |
| Sergipe    | Campeonato Sergipano  | 74         | Campeão (24 vezes)         | 1949    | 2025   |   | – |
|            | Copa do Nordeste      | 19         | Semifinal (2020 e 2025)    | 1997    | 2025   |   |   |
| Brasil     | Campeonato Brasileiro | 10         | 9º colocado (1964)         | 1963    | 1984   |   | – |
| Brasil     | Série B               | 11         | 15º colocado (1972 e 2020) | 1972    | 2021   | – | 1 |
| Brasil     | Série C               | 25         | 4º colocado (2019)         | 1988    | 2025   | 1 | 1 |
| Brasil     | Série D               | 2          | 4º colocado (2014)         | 2010    | 2014   | 1 |   |
| Brasil     | Copa do Brasil        | 16         | Oitavas de final (2002)    | 1989    | 2025   |   |   |

## Ranking da CBF
- Posição: 44°
- Pontuação: 3.007

Ranking criado pela Confederação Brasileira de Futebol que pontua todos os times do Brasil.

## Estatísticas
Estatísticas dos treinadores da Associação Desportiva Confiança a partir do ano de 2017. Atualizado até 31/01/2019.

## Rivalidade
O maior rival do Confiança é o Sergipe, maior campeão estadual do estado. É uma rivalidade histórica no futebol de Sergipe, pelo fato de Sergipe x Confiança serem as equipes de maior tradição no estado. Juntos conquistaram 60 títulos estaduais e reúnem as duas maiores torcidas do futebol sergipano, como toda rivalidade acirrada, o clássico já foi marcado por lamentáveis confrontos de torcidas organizadas.
O Confiança tem como segundo rival o Itabaiana, terceiro maior campeão Sergipano, atrás respectivamente de Sergipe e Confiança.

## Escudo
| Evolução do escudo da Associação Desportiva Confiança | Evolução do escudo da Associação Desportiva Confiança |
| 2008 - 2014                                           | 2015 - Presente                                       |
| ----------------------------------------------------- | ----------------------------------------------------- |

## Torcidas Organizadas e Movimentos Femininos
- Torcida Trovão Azul
- Torcida Jovem do Confiança
- Movimento Feminino Guerreiras das Arquibancadas